# Ernst-Ludwig von Aster (Maler)
Ernst-Ludwig von Aster (* 1. September 1902 in Goslar; † 1986 ebenda) war ein deutscher Jagd- und Tiermaler.

## Leben
Ernst-Ludwig von Aster war ein Nachkomme des Generals Ernst Ludwig von Aster und der Sohn des Majors Alfred von Aster. Er besuchte die Kunsthochschulen in Weimar und Berlin. Anschließend arbeitete er freiberuflich als Jagd- und Tiermaler in Goslar. Seine Bilder wurden u. a. in dem Buch Wilddieberei und Förstermorde von Otto Busdorf  verwendet.

## Ehrungen
- 1961: Kulturpreis der Stadt Goslar.